# سیر (سرده)

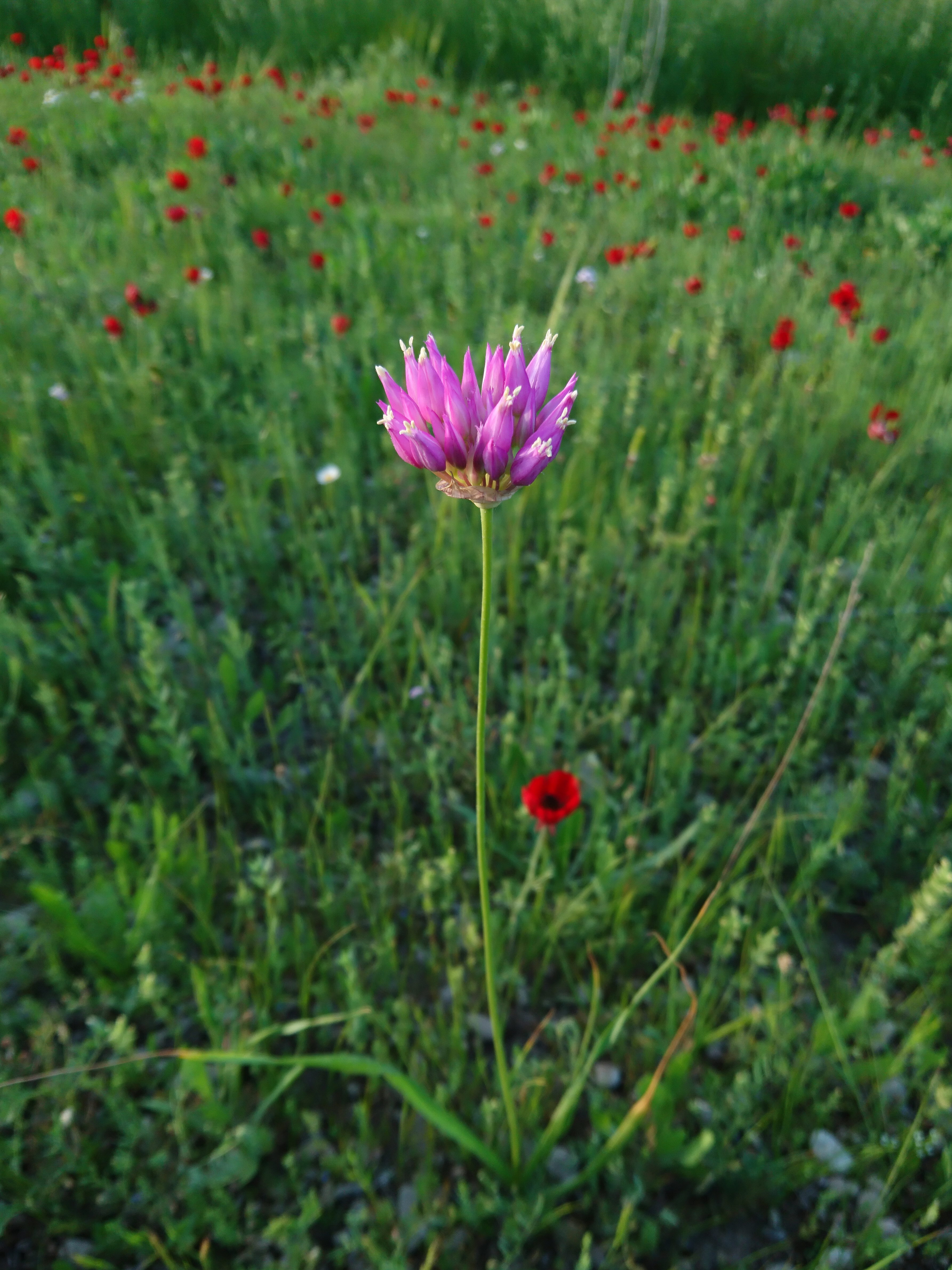
گونه‌ای سیر وحشی در بهبهان

سیر، تره، والک یا پیاز (نام علمی: Allium) نام یک سرده از گیاهان است. سیر به زبان لاتین Allium گفته می‌شود. این جنس به وسیلهٔ پوشینه‌های (غلاف) یک پارچه، الیافی یا توری به رنگ‌های سیاه، خاکستری یا مایل به قهوه‌ای پوشیده شده که در بعضی گروه‌ها به صورت دسته‌ای به یک ساقهٔ زیرزمینی ریزوم متصل گردیده‌اند. برگ‌ها همگی قاعده‌ای ولی در بعضی گروه‌ها برگ‌ها به صورت غلاف‌های کوتاه یا بلندی به دور ساقهٔ گل پیچیده شده که در انتها به شکل پهنک گسترده‌ای دیده می‌شوند. برگ‌های له شدهٔ این گیاهان ممکن است بوی پیاز خوراکی را داشته باشند. گل آذین چتر این گیاهان شامل چند یا تعداد زیادی گل است که قبل از شکوفایی در یک پوشش محافظ احاطه شده و بعد از شکفتن چتر این پوشش یا می‌افتد یا به تعداد یک تا ۴ برگه غشایی شفاف در پای چتر باقی می‌ماند. در گونه‌های ایرانی گل‌ها، به رنگ سفید، مایل به سبز، زرد مایل به قرمز، قهوه‌ای، ارغوانی یا یاسمنی تا بنفش دیده می‌شود. دارای ۶۰۰ تا ۷۵۰ گونه است که تقریباً تمام آن‌ها در نیم کره شمالی بخصوص در مرکز و جنوب غربی آسیا یافت می‌شود. در ایران در حدود ۷۰ گونه از آن‌ها وجود دارد. این جنس شامل گونه‌های مهم سبزیجات از قبیل پیاز، تره، و سیر بوده و بعضی از گونه‌های آن ارزش زینتی دارند.

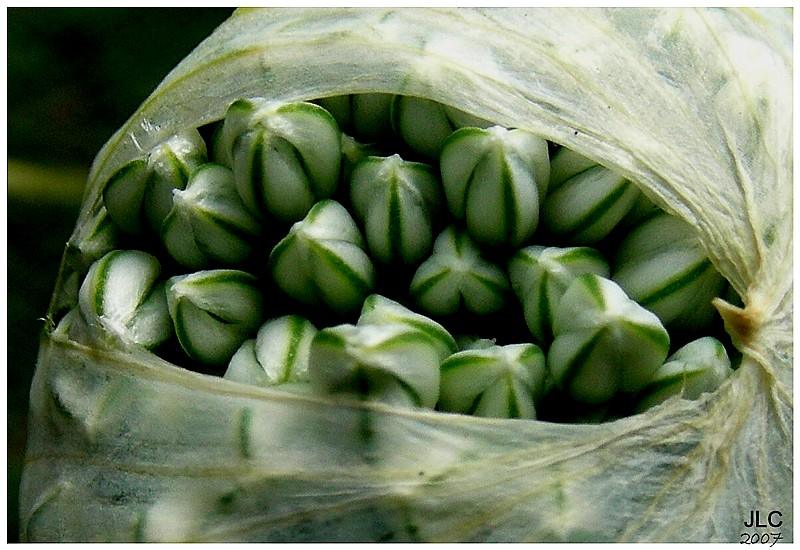

## گونه‌ها
- آلیوم آزوتاویکوم Allium azutavicum
- آلیوم پارادوکسوم Allium paradoxum
- آلیوم روتی Allium rothii
- آلیوم زرد Allium flavescens
- آلیوم سیاه Allium nigrum
- آلیوم گالانتوم Allium galanthum
- آلیوم نرینیفلورم Allium neriniflorum
- آلیوم هوکری Allium hookeri
- پیاز ژنگ Allium atropurpureum
- پیاز Allium cepa
- پیازچه بهاری Allium tricoccum
- پیچکه Allium longisepalum
- تره کوهی Allium ampeloprasum
- تره Allium schoenoprasum
- تره‌پیاز Allium fistulosum
- سیر طلایی Allium flavum
- سیر گل آبی Allium caeruleum
- سیر هیکمان Allium hickmanii
- سیر Allium sativum
- سیردنگ Allium atroviolaceum
- سیرک چاک پیاز Allium scabriscapum
- سیرموک- Allium canadense
- موسیر Allium stipitatum
- والک بلند Allium giganteum
- والک ستاره‌ای Allium cristophii
- والک سوری Allium noeanum
- والک کوچک Allium derderianum
- والک مارپیچ Allium helicophyllum
- والک Allium ursinum